# Splintved

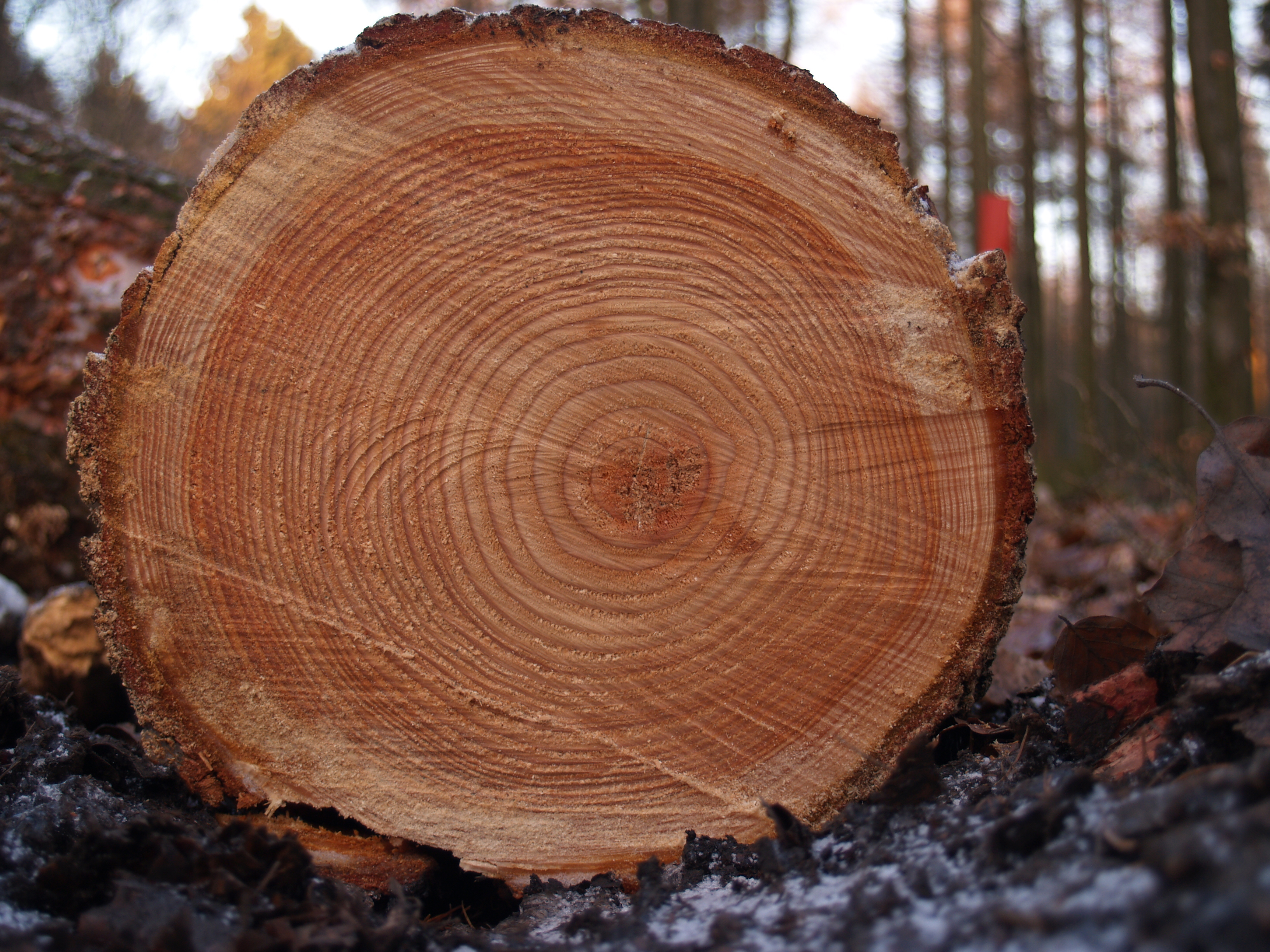
I detta sågsnitt syns skillnaden mellan splintved och kärnved tydligt.

Splintved, ytved eller splint är den yttre delen av en trädstam, mellan kambium och kärnveden. Splintveden innehåller en del levande celler (parenkymceller), även om flertalet celler normalt är döda (som trakeider, kärlceller och libriformfibrer). Detta i kontrast till kärnveden som är helt och hållet död och ofta hartsfylld.
Splintveden står för transporten av vatten och mineraler från rot till blad – det är därför splintved känns våtare än kärnved i ett nyfällt träd. Vidare lagras näringsämnen, som triglycerider (fetter), i splintvedens parenkymceller. Splintveden är i många fall ljusare än kärnan och mindre motståndskraftig mot insekter och svampar. Så länge trädet växer angrips dock kärnveden lättare än splintveden. Detta har att göra med att splintveden lever och kan aktivera försvarssystem. Denna effekt medför att äldre träd ibland kan bli ihåliga. Splintveden fortsätter då att förnya sig, medan kärnveden efter hand bryts ner till mulm.